# Cal Melcior
Cal Melcior és un masia situada al municipi de Llobera, a la |comarca catalana del Solsonès.